# Street Survivors
Albums de Lynyrd Skynyrd
One More from the Road
(1976) Skynyrd's First and... Last.
(1978)
Singles
1. What's Your Name
Sortie : novembre 1977
2. You Got That Right
Sortie : avril 1978

Street Survivors est le cinquième et dernier album studio publié le 17 octobre 1977 par la formation originelle Lynyrd Skynyrd. Il est sorti sur le label MCA Records et a été produit par Tom Dowd (Criteria studios album) et Rodney Mills (studio One album), sauf pour le titre One More Time qui a été produit par Jimmie Johnson et Tim Smith.

## Historique
Le groupe se retrouva aux Studios Criteria de Miami en avril 1977 pour enregistrer son nouvel album. L'enregistrement se passe bien avec Tom Dowd à la console mais les choses se gâtent lors du mixage. Le groupe part en tournée américaine à partir du 22 avril jusqu'au 29 août 1977 avec un passage au festival Day on the Green le 2 juillet 1977 avant de retourner en studio pour compléter le nouvel album. Cette fois-ci les musiciens se retrouvent au Studio One de Doraville dans l'état de Géorgie mais Tom Dowd n'est pas là, il est en studio à Toronto avec Rod Stewart. Il enverra l'ingénieur du son Barry Rudolph pour le représenter et épauler Rodney Mills qui se chargea de la production et du mixage de l'album. Dowd ne sera pas crédité lors de la sortie de l'album en 1977 avant la réédition de 2007 sur lequel figurent les enregistrements de Miami.
Steve Gaines, dont c'est le premier album avec le groupe, prend part à la composition de nouvelles chansons signant ou cosignant quatre titres de l'album. Il chante aussi avec Ronnie Van Zant la chanson You Got That Right en duo et assure même le chant tout seul sur Ain't No Good Life. La chanson One More Time provient d'un enregistrement fait aux Muscle Shoals Studios en 1971 avec Rickey Medlocke, Ed King et Greg T. Walker. Ce titre n'a pas été ré-enregistré en 1977 et figure sur l'album dans sa version d'époque.
L'album se classa à la 5e place du Billboard 200 et fut certifié double disque de platine aux États-Unis par la RIAA, ce qui représente deux millions d'exemplaires vendus.
Lynyrd Skynyrd commença sa tournée de promotion de l'album le 13 octobre à Statesboro en Géorgie, l'album sortit le 17 et le 20 octobre 1977 lors du vol entre Greenville (Caroline du Sud) et Baton Rouge (Louisiane), l'avion qui transportait les membres du groupe et leur roadies, s'écrasa dans un marais près de Gillsburg tuant notamment Ronnie Van Zant, Steve Gaines et sa sœur Cassie.

## Liste des titres
Face 1
| No | Titre            | Auteur                           | Durée |
| -- | ---------------- | -------------------------------- | ----- |
| 1. | What's Your Name | Gary Rossington, Ronnie Van Zant | 3:30  |
| 2. | That Smell       | Allen Collins, R. Van zant       | 5:48  |
| 3. | One More Time    | Rossington, R. Van Zant          | 5:03  |
| 4. | I Know a Little  | Steve Gaines                     | 3:26  |

Face 2
| No | Titre                     | Auteur              | Durée |
| -- | ------------------------- | ------------------- | ----- |
| 5. | You Got That Right        | Gaines, R. Van Zant | 3:44  |
| 6. | I Never Dreamed           | Gaines, R. Van Zant | 5:21  |
| 7. | Honky Tonk Night Time Man | Merle Haggard       | 3:59  |
| 8. | Ain't No Good Life        | Gaines              | 4:36  |

Titres bonus réédition 2001
| No  | Titre                                            | Auteur                  | Durée |
| --- | ------------------------------------------------ | ----------------------- | ----- |
| 9.  | Georgia Peaches                                  | Gaines, R. Van Zant     | 3:15  |
| 10. | Sweet Little Missy                               | Rossington, R. Van Zant | 5:10  |
| 11. | You Got That Right (Alternate take)              | Gaines, R. Van Zant     | 3:26  |
| 12. | I Never Dreamed (Alternate take)                 | Gaines, R. Van Zant     | 4:55  |
| 13. | Jacksonville Kid (aka Honky Tonk Night Time Man) | Haggard, R. Van Zant    | 4:03  |

Disc bonus de l'édition Deluxe 30th anniversary
- Criteria Studios album

| No  | Titre                                            | Auteur                  | Durée |
| --- | ------------------------------------------------ | ----------------------- | ----- |
| 1.  | What's Your name                                 | Rossington, R. Van Zant | 3:33  |
| 2.  | That Smell                                       | Collins, R. Van Zant    | 5:30  |
| 3.  | You Got That Right                               | Gaines, R. Van Zant     | 3:19  |
| 4.  | I Never Dreamed                                  | Gaines, R. Van Zant     | 5:23  |
| 5.  | Georgia Peaches                                  | Gaines, R. Van Zant     | 3:15  |
| 6.  | Sweet Little Missy                               | Rossington, R. Van Zant | 5:16  |
| 7.  | Sweet Little Missy (Demo)                        | Rossington, R. Van Zant | 5:12  |
| 8.  | Ain't No Good Life                               | Gaines                  | 5:03  |
| 9.  | That Smell (complete original version)           | Collins, R. Van Zant    | 7:31  |
| 10. | Jacksonville Kid (aka Honky Tonk Night Time Man) | Haggard, R. Van Zant    | 4:09  |

- Live in California, August 1977

| No  | Titre              | Auteur                  | Durée |
| --- | ------------------ | ----------------------- | ----- |
| 11. | You Got That Right | Gaines, R. Van Zant     | 4:41  |
| 12. | That Smell         | Collins, R. Van Zant    | 6:06  |
| 13. | Ain't No Good Life | Gaines                  | 5:01  |
| 14. | What's Your Name   | Rossington, R. Van Zant | 3:29  |
| 15. | Gimme Three Steps  | Collins, R. Van Zant    | 5:09  |

## Musiciens
- Ronnie Van Zant : chant (sauf titre 8)
- Gary Rossington : guitare
- Allen Collins : guitare
- Steve Gaines : guitare, chœurs, chant (titre 8), (titre 5 avec Ronnie Van Zant)
- Billy Powell : claviers
- Leon Wilkeson : basse, chœurs
- Artimus Pyle : batterie, percussions
- The Honkettes (JoJo Billingsley, Cassie Gaines et Leslie Hawkins) : chœurs (titre 2 & 3)
- Ed King: guitare (sur "One More Time")
- Rickey Medlocke: batterie (sur "One More Time")
- Greg T. Walker: basse (sur "One More Time")
- Tim Smith & Leslie Hawkins: chœurs (sur "One More Time")
- Barry Lee Harwood: dobro (sur "Honky Tonk Night Time Man" & "Jacksonville Kid")

## Charts et certifications
| Pays             | Durée du classement | Meilleur classement |
| ---------------- | ------------------- | ------------------- |
| Canada           | 14 semaines         | 3e                  |
| États-Unis       | 34 semaines         | 5e                  |
| Nouvelle-Zélande | 1 semaine           | 38e                 |
| Royaume-Uni      | 4 semaines          | 13e                 |

| Pays       | Certification | Ventes      | Date       |
| ---------- | ------------- | ----------- | ---------- |
| Canada     | Or            | 50 000 +    | 01/04/1978 |
| États-Unis | 2 × Platine   | 2 000 000 + | 21/07/1987 |

Charts singles
| Année | Single             | Chart           | Durée du classement | Position |
| ----- | ------------------ | --------------- | ------------------- | -------- |
| 1977  | What's Your Name   | Hot 100         | 18 semaines         | 13e      |
| 1977  | What's Your Name   | RPM Top Singles | 23 semaines         | 6e       |
| 1978  | You Got That Right | Hot 100         | 4 semaines          | 69e      |
| 1978  | You Got That Right | RPM Top Singles | 5 semaines          | 63e      |